# على لائحة الانتظار
على لائحة الانتظار كتاب من تأليف الاعلامية والكاتبة الأردنية دانا أبو خضر يروي باختصار نشأتها، ورحلتها في المجال الإعلامي، كما يفرد القسط الأكبر منه لعلاقتها بزوجها الفنان الأردني طوني قطان، وصراعهما مع مرض أصابَه منذ سنوات. تقول دانا أبو خضر
| على لائحة الانتظار | ليسَتْ هذه مجرَّد قصَّة غرامٍ وصراع، بل هي في جوهرِها حكايةُ إيمانٍ، وأجرؤ أن أقولَ إنَّ فيها عِشقًا لله الذي تدخَّل تدخُّلًا أصفُه بالعجيب في مرضنا، فَشَفى أرواحنا قبل أجسادنا | على لائحة الانتظار |

بعد نفاذه من الاسواق قامت دار «جبل عمان ناشرون» الجهة الناشرة للكتاب بطرح طبعة ثانية من الكتاب وذلك خلال شهر واحد من طرحه إلى الاسواق، ليصبح ضمن أكثر الكتب مبيعاً على مستوى الأردن، وذلك حسب مكتبة «فيرجن ميجا ستور» التي اعتبرت الكتاب الأكثر مبيعاً خلال الأسابيع القليلة الأولى لطرحه.